# Зіяабад (Коміджан)
Зіяабад (перс. ضيااباد) — село в Ірані, у дегестані Хенеджін, у Центральному бахші, шахрестані Коміджан остану Марказі. За даними перепису 2006 року, його населення становило 339 осіб, що проживали у складі 78 сімей.

## Клімат
Середня річна температура становить 11,50 °C, середня максимальна – 31,67 °C, а середня мінімальна – -12,26 °C. Середня річна кількість опадів – 266 мм.
| Клімат поселення                              | Клімат поселення | Клімат поселення | Клімат поселення | Клімат поселення | Клімат поселення | Клімат поселення | Клімат поселення | Клімат поселення | Клімат поселення | Клімат поселення | Клімат поселення | Клімат поселення | Клімат поселення |
| Показник                                      | Січ.             | Лют.             | Бер.             | Квіт.            | Трав.            | Черв.            | Лип.             | Серп.            | Вер.             | Жовт.            | Лист.            | Груд.            |                  |
| Середній максимум, °C                         | 5,81             | 8,25             | 13,49            | 19,26            | 24,19            | 30,24            | 31,67            | 30,96            | 26,27            | 19,93            | 13,02            | 7,22             |                  |
| Середня температура, °C                       | −3,23            | −0,77            | 4,46             | 10,25            | 15,16            | 21,23            | 25,34            | 24,60            | 19,92            | 13,58            | 6,66             | 0,87             |                  |
| Середній мінімум, °C                          | −12,26           | −9,8             | −4,56            | 1,22             | 6,14             | 12,20            | 18,98            | 18,25            | 13,56            | 7,24             | 0,30             | −5,49            |                  |
| Норма опадів, мм                              | 37               | 35               | 47               | 38               | 33               | 5                | 1                | 1                | 0                | 10               | 23               | 36               |                  |
| Середньомісячна швидкість вітру, м/с          | 1.71             | 1.94             | 3.04             | 3.28             | 2.84             | 2.57             | 2.54             | 2.40             | 2.22             | 2.19             | 1.88             | 1.71             |                  |
| Середньомісячна сонячна радіація, кДж/м²·день | 8922             | 12056            | 14575            | 17980            | 22031            | 26657            | 25997            | 23887            | 20691            | 15162            | 10797            | 8713             |                  |
| --------------------------------------------- | ---------------- | ---------------- | ---------------- | ---------------- | ---------------- | ---------------- | ---------------- | ---------------- | ---------------- | ---------------- | ---------------- | ---------------- | ---------------- |
| Джерело:                                      |                  |                  |                  |                  |                  |                  |                  |                  |                  |                  |                  |                  |                  |